# پریخان خانم (دختر شاه اسماعیل یکم)
پریخان خانم دختر بزرگ و اولین فرزند شاه اسماعیل یکم از تاجلی بیگم بود.

## زندگی
پریخان در سال ۱۵۰۶ میلادی در تبریز به دنیا آمد. او اولین فرزند مشترک میان شاه اسماعیل و تاجلی بیگم بود البته پریخان دارای دو خواهر بزرگتر به نام‌های شهنواز بیگم و خانیش بیگم بود.
پریخان در سال ۱۵۲۱ زمانی که تنها ۱۵ ساله بود با فرمان پدرش وارد یک ازدواج سیاسی شد و برای پیوند میان دو خاندان صفویان و شروان‌شاهان با خلیل الله دوم ازدواج کرد. این ازدواج ۱۱ سال ادامه پیدا کرد تا اینکه خلیل الله دوم در سال ۱۵۳۲ از دنیا رفت و پریخان به خواست مادرش به  قزوین بازگشت. در سال ۱۵۳۷ پریخان پس از ۵ سال با خواست مادرش تاجلی بیگم وارد دومین ازدواج سیاسی شد و با درویش محمدخان ، خان منطقه شکی ازدواج کرد.
پریخان خانم یکی از مقتدرترین شاهدخت‌های خاندان صفویه بود و در کنار مادرش و خواهر کوچکش به‌طور گسترده در سیاست دخالت میکرد تا اینکه سرانجام سه سال پس از ازدواج دوم خود در سن ۳۴ سالگی و چندی بعد از مرگ مادرش در سال ۱۵۴۰ از دنیا رفت.
پس از مرگش شاه طهماسب یکم به دلیل علاقهٔ زیاد به خواهر خود نام دختر دومش را پریخان خانم گذاشت.